# 6518 Вернон
6518 Вернон (6518 Vernon) — астероїд головного поясу, відкритий 23 березня 1990 року.
Тіссеранів параметр щодо Юпітера — 3,315.